# Anthony Mitchell
Anthony Mitchell (1967/1968 - 5 mei 2007) was een Brits journalist die verbonden was aan Associated Press. Hij kwam zelf in het nieuws toen hem op 21 januari 2006 door de Ethiopische persvoorlichter van Buitenlandse Zaken Solomon Abebe werd gevraagd om binnen 24 uur Ethiopië te verlaten, waar hij op dat moment verbleef. Volgens Fantahun Asres, een ambtenaar van het Ministerie van Informatie, moest hij het land uit, omdat zijn verslaggeving vijandig was naar de Ethiopische overheid.
Hij reisde af naar Kenia, maar stierf door de crash van Kenya Airways-vlucht 507 in Kameroen met 114 passagiers en bemanning.